# Francisco Xavier Soares da Veiga
Francisco Xavier Soares da Veiga (Ilhas de Goa, Ribandar, 14 de fevereiro de 1802 - 19 de setembro de 1887) foi um militar luso-Indiano.
Fez parte do 19.º Conselho de Governo da Índia, após a morte do Governador João Tavares de Almeida, em 1877 e do 20.º Conselho de Governo da Índia, após a morte de António Sérgio de Sousa, em 1878. Chegou ao posto de General de Brigada.